# Venom (chanson d'Eminem)
Pour les articles homonymes, voir Venom.
Venom - Music from the Motion Picture , plus communément appelé simplement Venom, est une chanson du rappeur américain Eminem, écrite pour la bande originale du film du même nom de 2018 et présentée dans son album Kamikaze . Il est sorti en single numérique le 21 septembre 2018. À la suite de la sortie de l'album, le morceau est entré dans les charts de plusieurs pays, atteignant le top 50 aux États-Unis, au Canada et en Australie. Un remix est sorti le 5 octobre 2021, deux jours après la sortie de Venom: Let There Be Carnage, la suite du film. Eminem a également contribué à une chanson de Skylar Grey présente elle aussi sur la bande originale de ce film.

## Contexte

Logo d'Eminem.

Le 30 août 2018, Eminem a posté un teaser de 15 secondes montrant le titre de Venom avec le « E » se tournant vers le « Ǝ à l'envers », utilisé comme emblème d'Eminem.  Sept heures plus tard, le 31 août 2018, l'album non annoncé d'Eminem, Kamikaze, a été lancé, avec Venom comme dernier morceau. Le 21 septembre 2018, la chanson est sortie en tant que single numérique séparé sur les services de streaming. La chanson comprend de multiples références au film Venom et à ses personnages principaux Venom et Eddie Brock. 

## Clip vidéo
Le 3 octobre 2018, Eminem a indiqué sur son compte Twitter qu'un clip vidéo de la chanson serait publié le vendredi suivant. Le clip est sorti le 5 octobre 2018. 
Dans le prolongement de son précédent clip Fall, sa première scène montre un spectateur trouvant le CD Revival précédemment écrasé , ouvrant le boîtier pour trouver un disque complètement noir. Au moment où il commence à réagir, il le met dans son sac puis monte dans un bus. Au début de la chanson, un symbiote d'Eminem rampe jusqu'au cou de l'homme, le faisant commencer à rapper sur la chanson, avant d'infecter le chauffeur de bus en le jetant par la porte, qui commence alors également à rapper. Le symbiote Eminem se propage, infectant des passants innocents (et un chien) et les faisant endommager la ville en rappant. Au cours de la première partie de la vidéo, Eminem est montré en train d'interpréter la chanson à l'intérieur d'une pièce sombre, vêtu de noir avec une seule lumière brillante en arrière-plan. Dans la scène finale, après avoir été possédée par le symbiote, la dernière victime montrée se transforme en Eminem lui-même pour rapper le refrain final, avant de se transformer en Venom, le personnage de l'Univers Spider-Man de Sony et de Marvel Comics,.

## Interprétation live
Lors de l'épisode du 15 octobre 2018 de l'émission télévisée de fin de soirée Jimmy Kimmel Live!, Eminem a interprété la chanson au 103e étage de l'Empire State Building à New York. Cette performance qui a été filmée le 6 octobre 2018 faisait partie d'une vidéo de huit minutes, réalisée par James Larese et mettant en vedette le comédien américano-mexicain Guillermo Rodriguez (en).